# واکاندا
واکاندا (انگلیسی: Wakanda) نام یک کشور خیالی است که در آفریقای سیاه قرار دارد و توسط مارول کامیکس ابداع شده‌است. این کشور خانه شخصیت ابرقهرمان بلک پنتر است. واکاندا برای اولین بار در چهار شگفت‌انگیز در جولای ۱۹۶۶ دیده شد که توسط استن لی و جک کربی ساخته شده بود.